# Friedhof St. Magdalena (Linz)

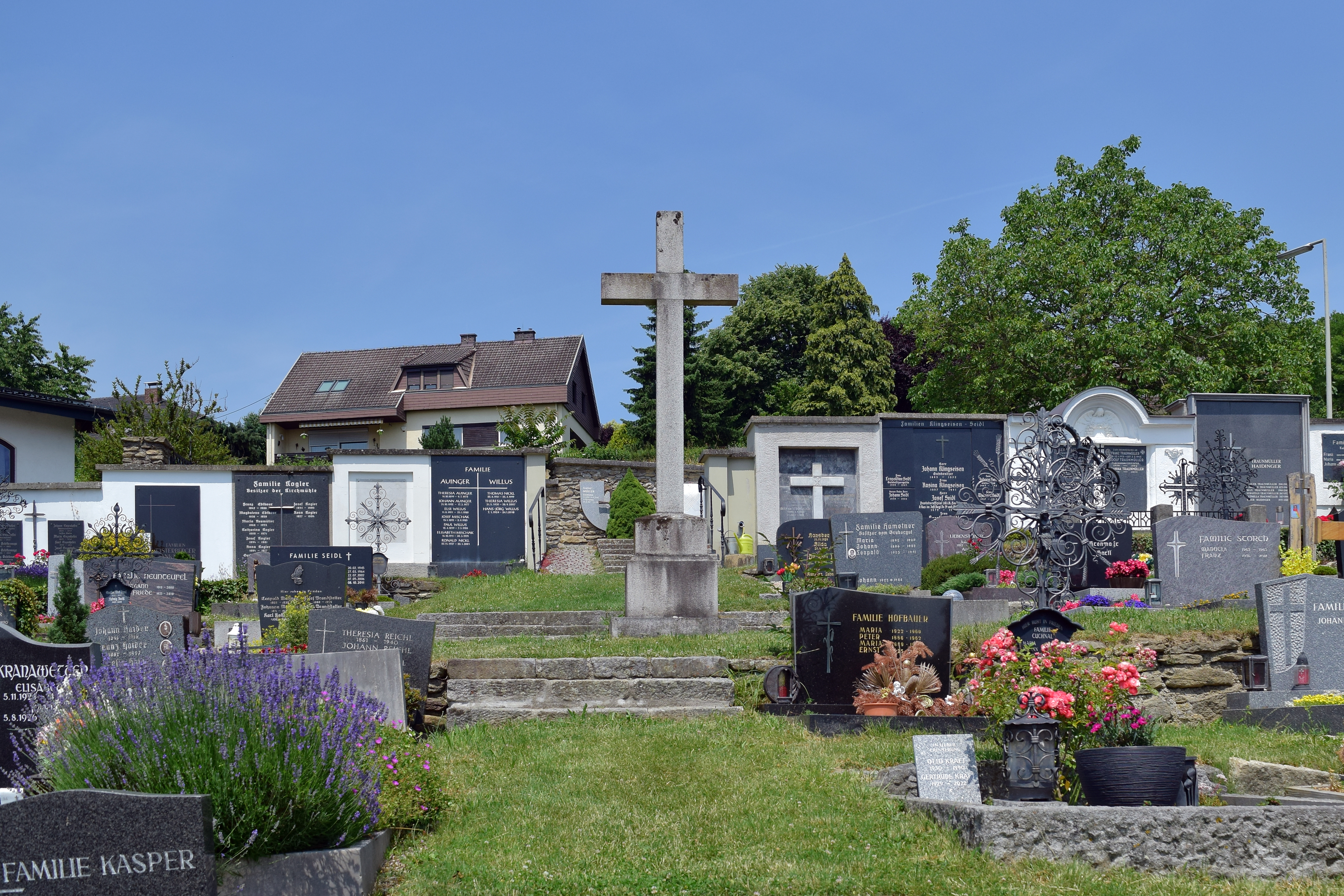
Friedhof St. Magdalena

Der Friedhof St. Magdalena zählt zur Gruppe der Friedhöfe in Linz und liegt im  Stadtteil St. Magdalena. Der Friedhof wird von der Pfarre St. Magdalena betrieben.

## Geschichte
Der Friedhof ist seit dem 17. Jahrhundert erwähnt und befand sich wie in allen Dörfern Oberösterreichs um die Pfarrkirche. 1835 wurde der Friedhof an den heutigen Standort an der Oberbairinger Straße verlegt und wurde im Lauf der Zeit mehrmals erweitert. Der Magdalenafriedhof war der Friedhof für die bis 1938 selbständige Gemeinde St. Magdalena.

## Gräber
- Peter Hofbauer (1886–1962), Bürgermeister von St. Magdalena
- Max Kislinger (1895–1983), Maler und Heimatforscher
- Helmut Köglberger (1946–2018), Fußballspieler
- Ludwig Scharinger (1942–2019), Bankmanager
- Karl von Seidensacher (1862–1938), k.u.k. Vizeadmiral
- Maximilian Stockenhuber (1921–1998), Bildhauer
- Hans Sturmberger (1914–1999), Historiker und Archivar

## Galerie

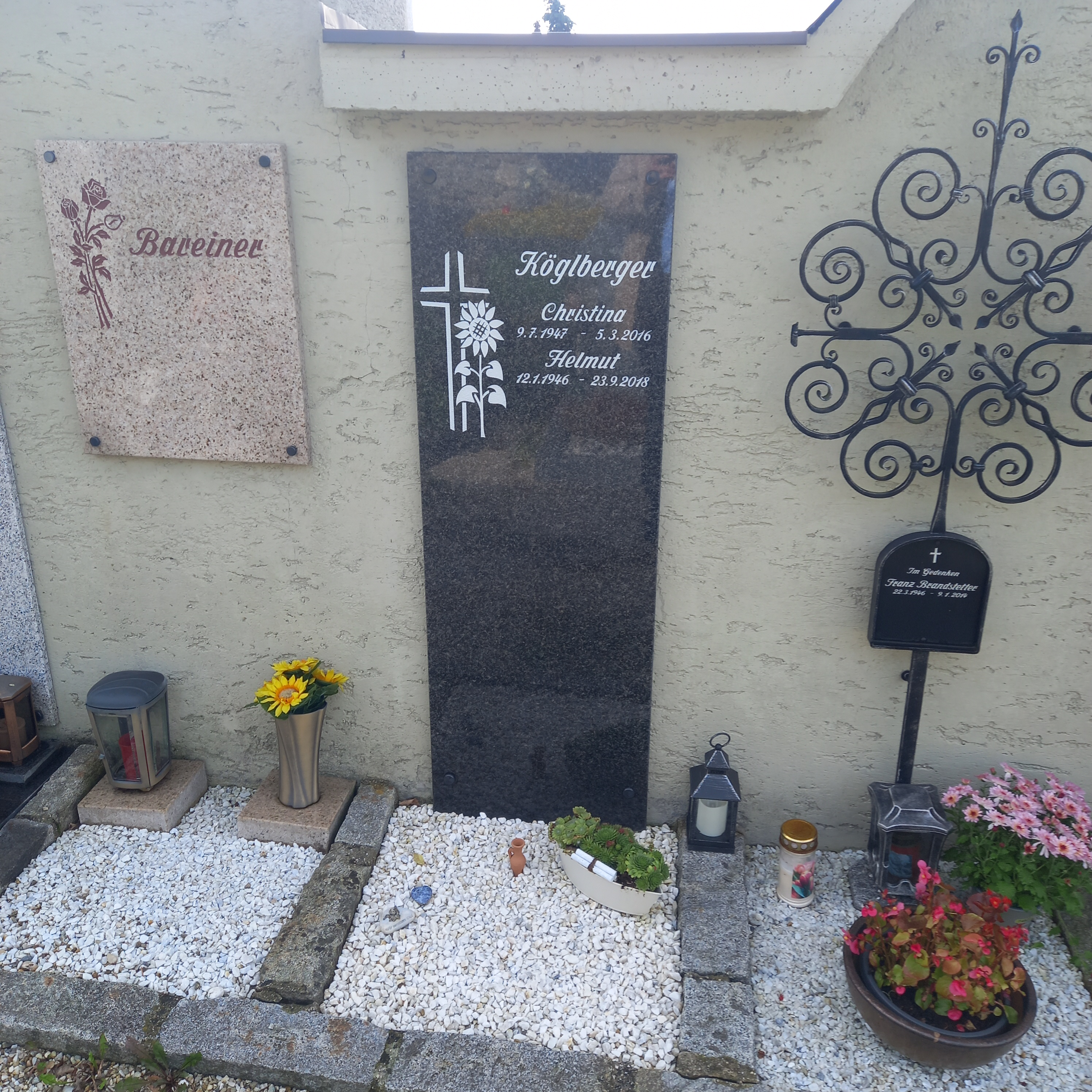
Grab von Helmut Köglberger
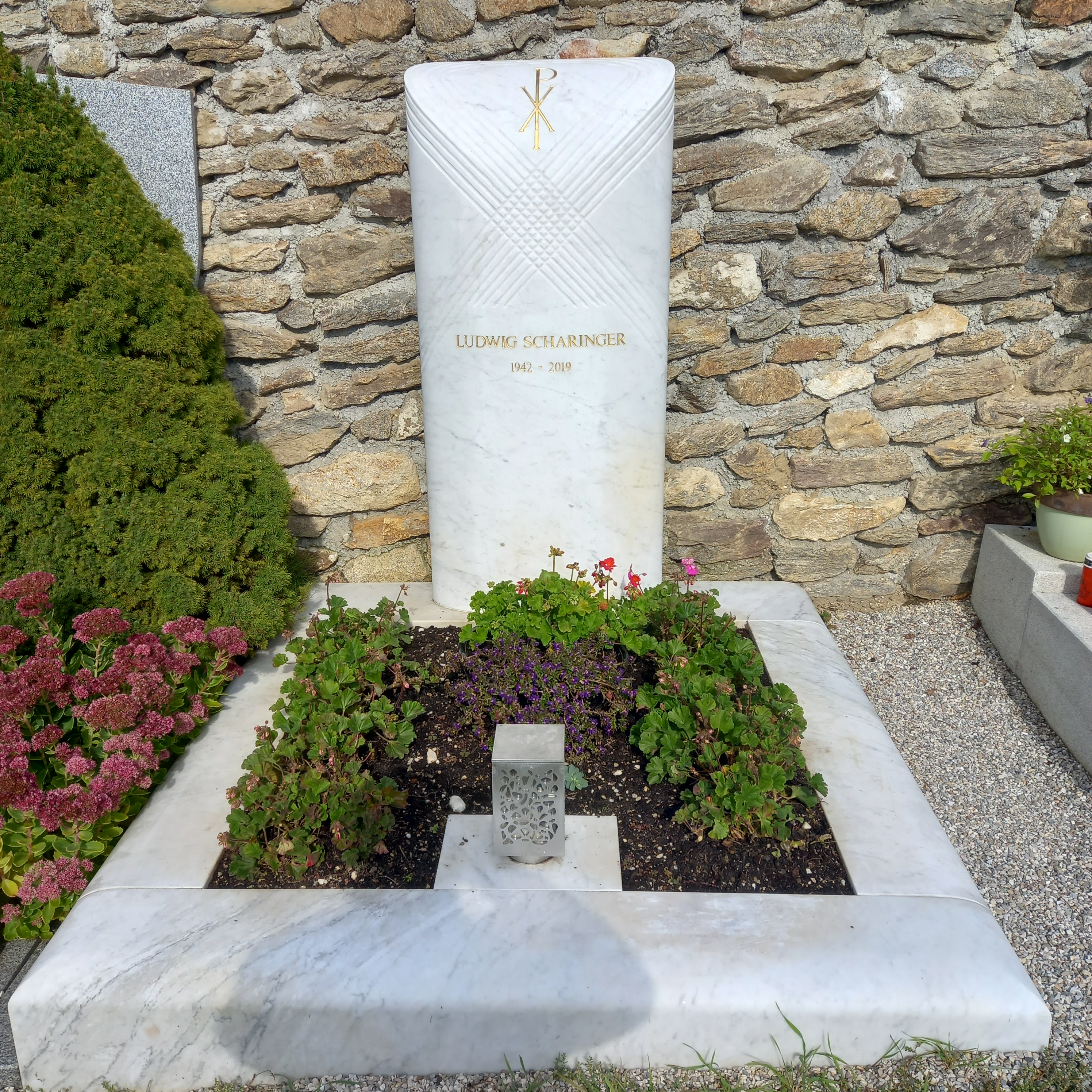
Grab von Ludwig Scharinger
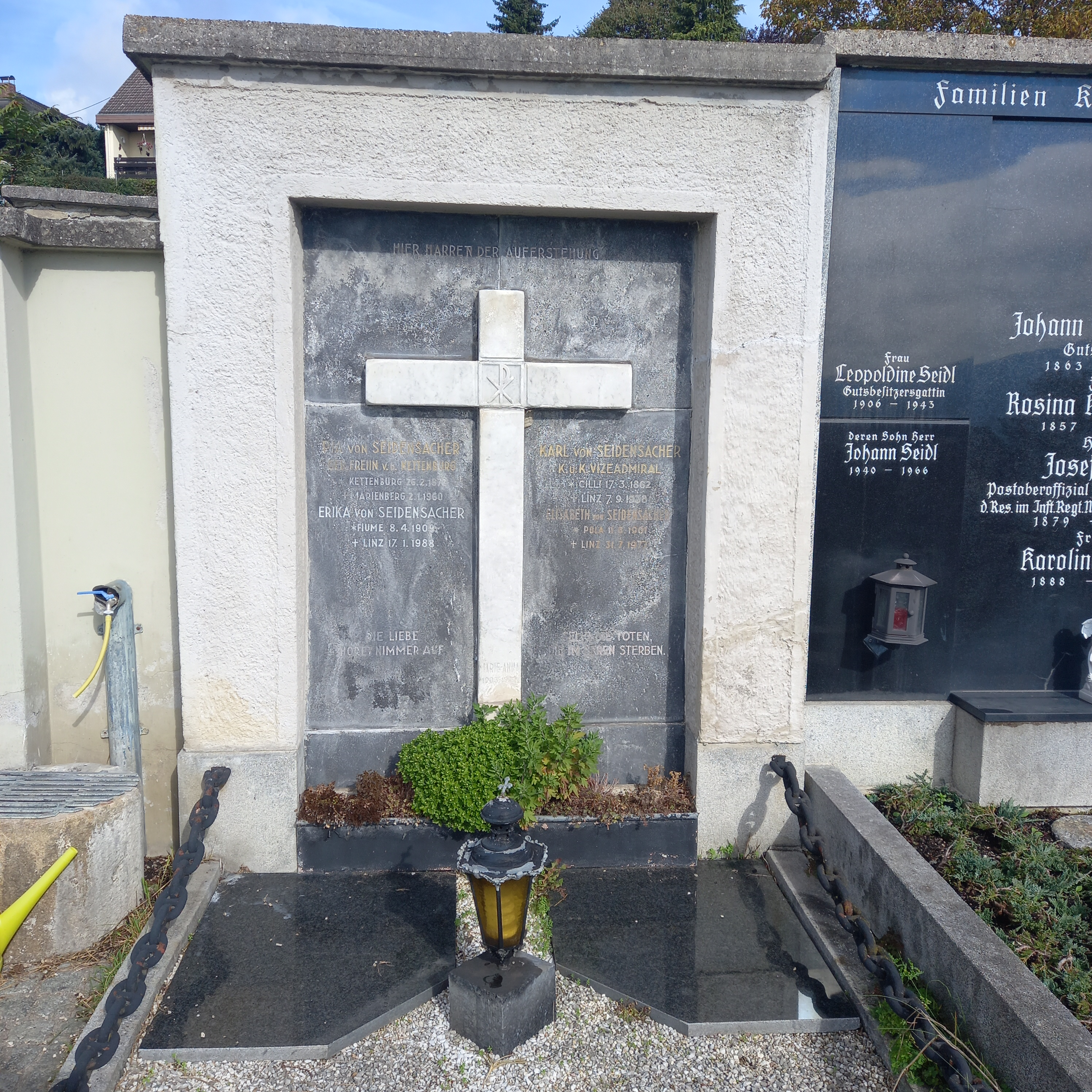
Grab von Karl von Seidensacher
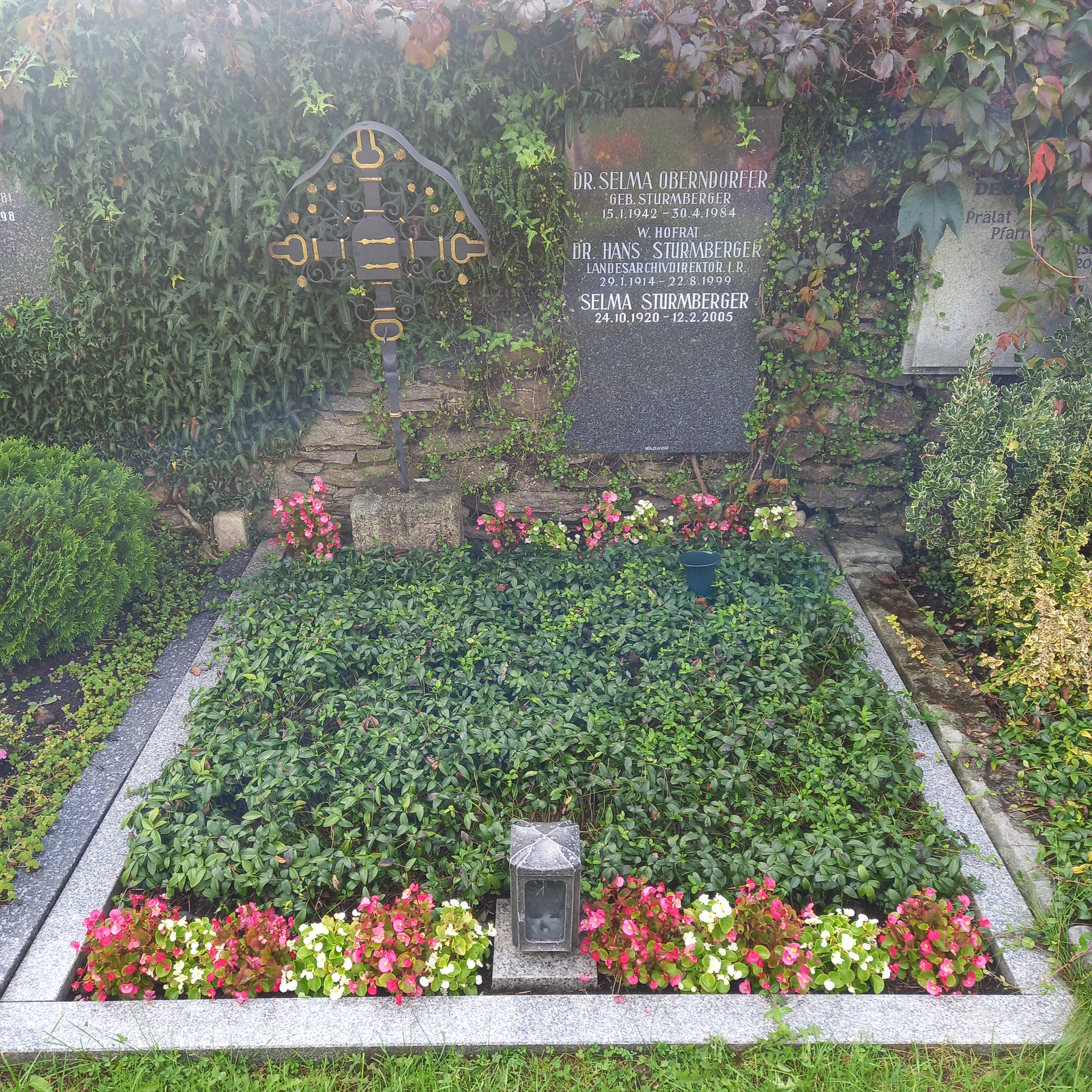
Grab von Hans Sturmberger

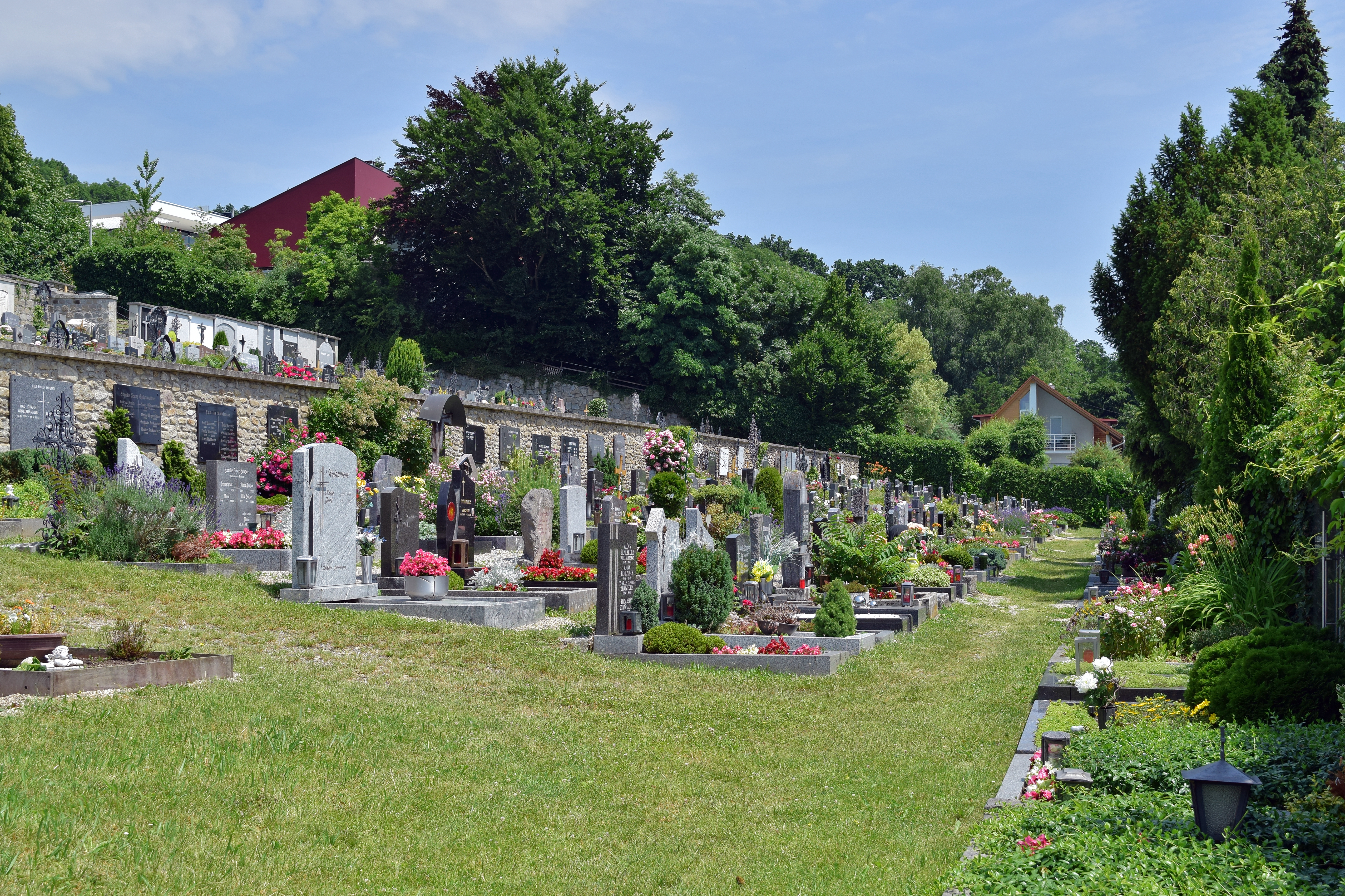
Friedhofsareal
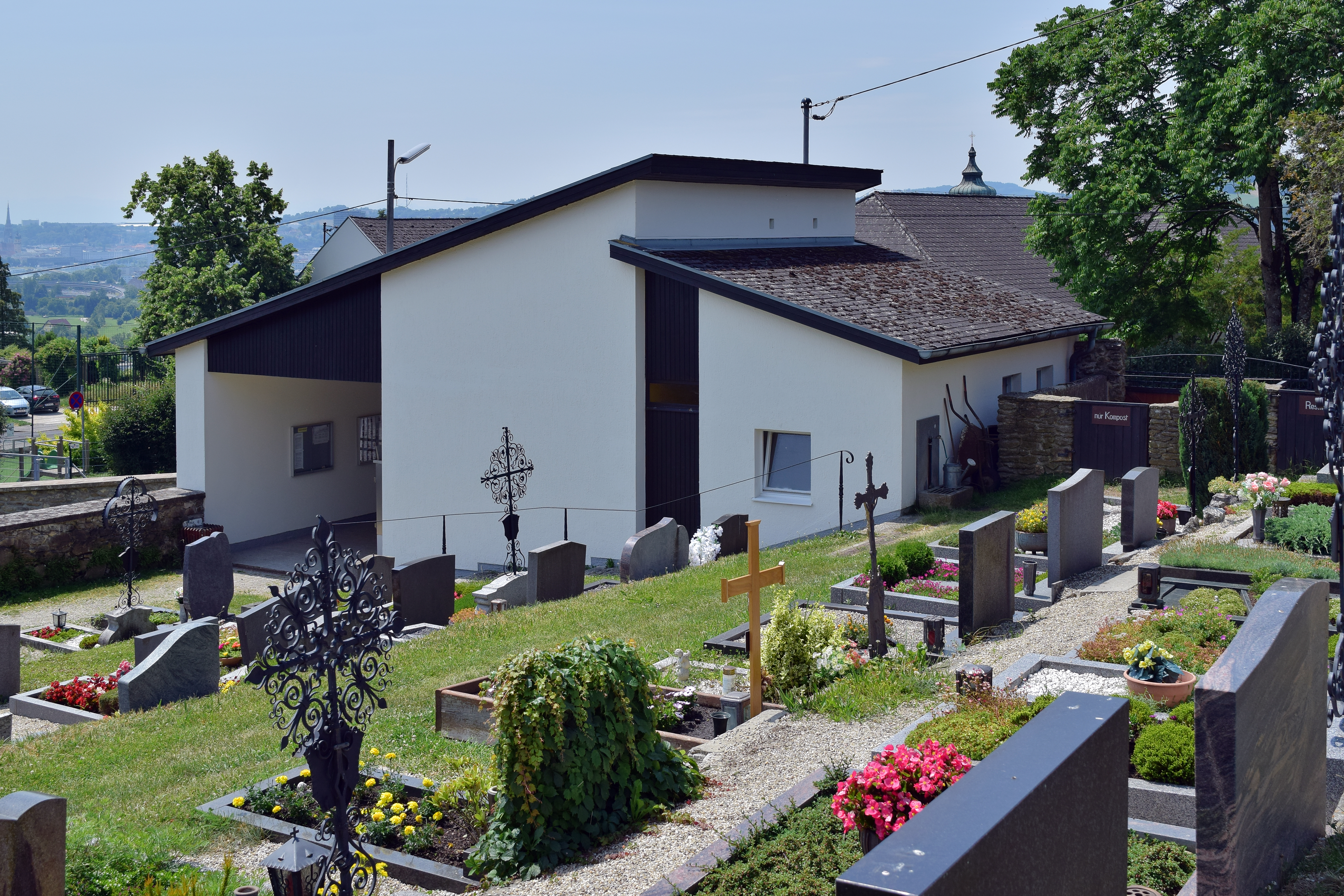
Aussegnungshalle
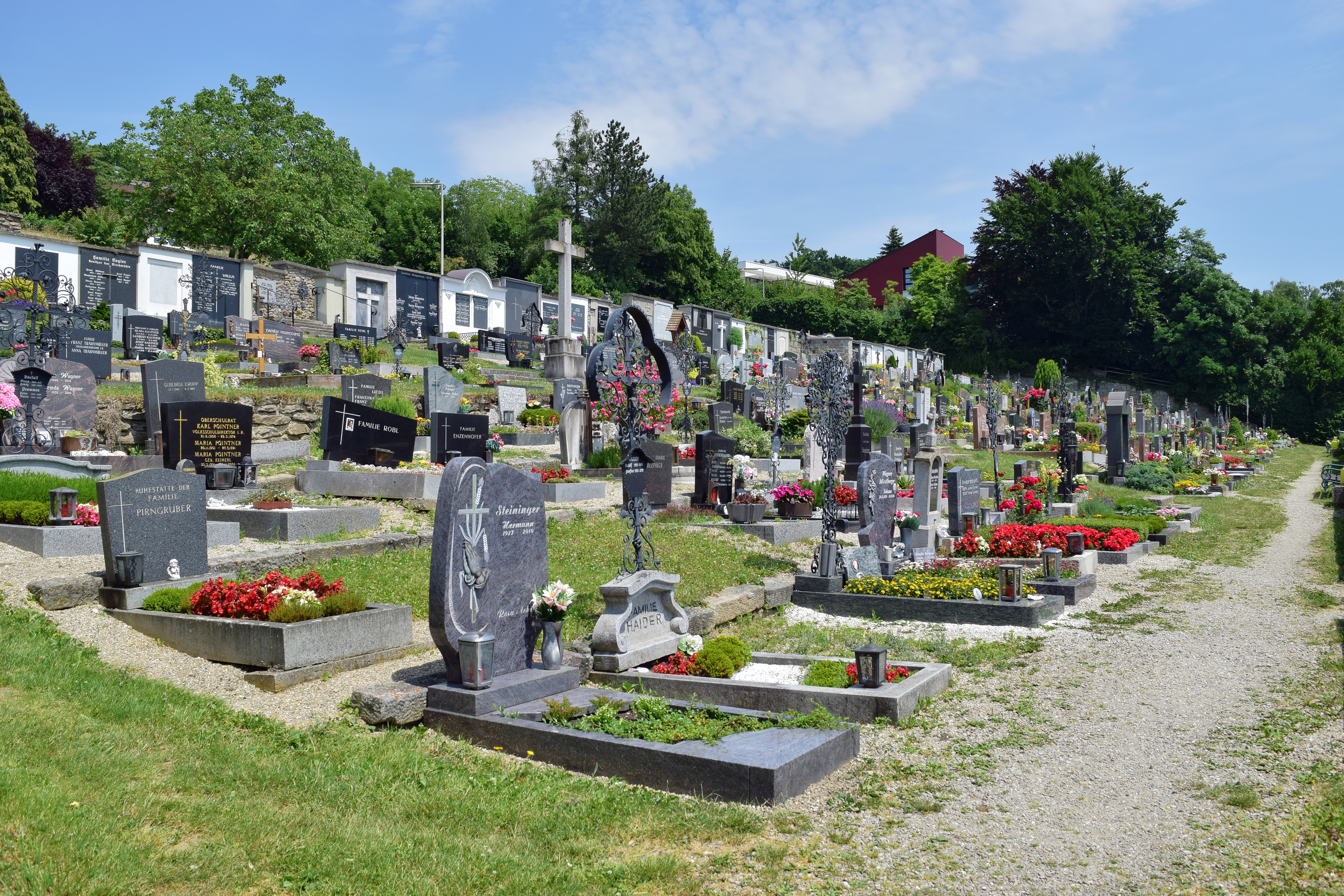
Friedhofsareal
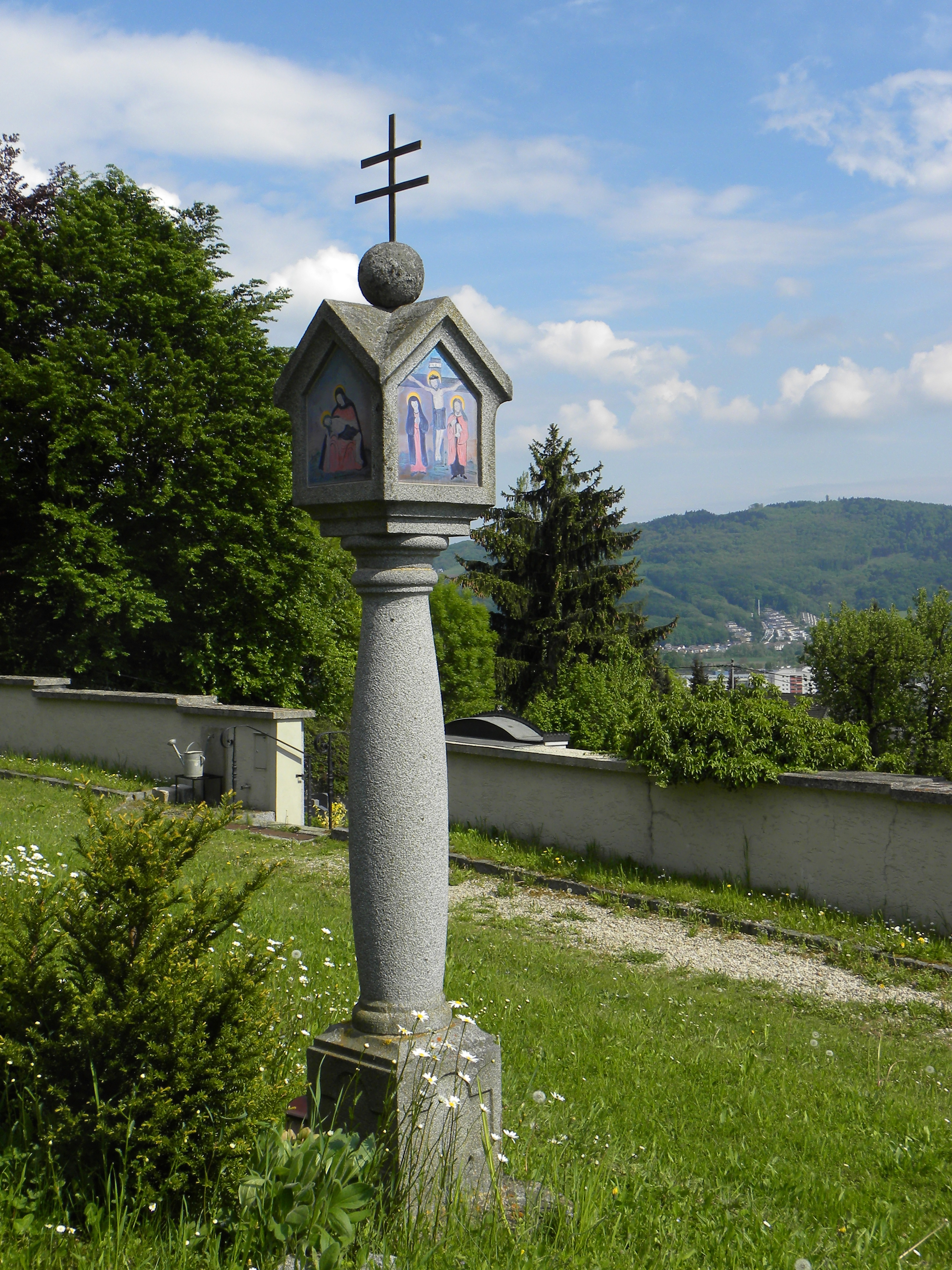
Säulenbildstock von Margit Arbeithuber